# La Brassière

La Brassière (絕世好 Bra - Chuet sai hiu bra) est un film hongkongais réalisé par Chan Hing-ka et Patrick Leung, sorti en 2001.

## Synopsis
Une société de soutiens-gorge de Hong Kong qui n'emploie que des femmes (à tous les échelons) prend le risque d'embaucher deux hommes designers, Johnny et Wayne, pour créer le "soutien-gorge ultime" en trois mois. La responsable du département, Lena, n'est pas d'accord avec cette entorse à la tradition et leur met des bâtons dans les roues en les ridiculisant au maximum. Une relation se noue entre Johnny et la patronne, Samantha, tandis que Wayne et Lena se sont pas indifférents l'un pour l'autre... mais leur travail n'est pas facile !

## Fiche technique
- Titre : La Brassière
- Titre original : Chuet sai hiu bra
- Réalisation : Chan Hing-ka et Patrick Leung
- Scénario : Chan Hing-ka et Amy Chin
- Pays d'origine : Hong Kong
- Genre : Comédie
- Durée : 105 minutes

## Distribution
- Lau Ching-wan : Johnny
- Louis Koo : Wayne
- Carina Lau : Samantha
- Gigi Leung : Lena
- Lee San-san : Candy
- Chikako Aoyama : Nanako
- GC Goo-bi : Gigi
- Rosemary Vandebrouck : Eileen
- Stephen Fung : Fung
- Karen Mok : Baby
- Patrick Tam Yiu-man : Ali

## Distinctions
- Hong Kong Film Critics Society Award du meilleur acteur pour Lau Ching-wan.